# دووک وو جین
دوک وو جین (چینی ساده شده: 晋武公; چینی سنتی: 晉武公; پینیین: Jìn Wǔ Gōng درسال ۶۷۷ قبل ازمیلاد درگذشت) نام اجدادی جی (姬) چنگ نام داده شده (稱) و همچنین به عنوان دوک وو کوو شناخته شده‌است. (زبان چینی: 曲沃武公;زبان پینیین: Qūwò Wǔ Gōng)، هجدهمین فرمانروای دولت جین بود. او همچنین آخرین فرمانروای ایالت کوو بود که قبل از او عنوان دوک جین راکسب کرده بود.

## سلطنت کوو
درسال ۷۱۶قبل از میلاد، ژوانگ بو کوو درگذشت و پسرش چنگ بر تخت سلطنت کوو نشست.
در ۷۱۰ سال قبل از میلاد، هشتمین سال سلطنت مارکیز آی جین، مارکیز آی جین به ایالت کوچکی در جنوب جین به نام زینگینگ (陘 廷) حمله می‌کند. زینگینگ سپس با دوک وو از کوو اتحاد بست. در بهار ۷۰۹ قبل از میلاد، آنها به یی (翼)، پایتخت جین حمله کردند. سپس، مدتی در زینگینگ ماند. سپس، به شریک عموی خود، هان وان، دستور داد تا در سمت راست خود با لیانگ هونگ (by 弘) بر ارابه سوار شود و مارکیس آی جین را که از دست یی فرار کرد، تعقیب کند. آنها او را در اطراف ساحل رودخانه فن (汾水) تعقیب کردند و در آن شب، موفق به دستگیری مارکیز آی جین شدند. مردم جین از پسر مارکیز آی جین خواستند تا فرمانروای بعدی جین شود و او به مارکیز شیاوزی جین تبدیل شد. در سال ۷۰۹ قبل از میلاد، اولین سال سلطنت مارکیز شیاوزی از جین، دوک وو از کوو به هان وان دستور داد مارکیس آی جین را بکشد.
طبق سوابق مورخ بزرگ، در سال۷۰۶ قبل از میلاد، چهارمین سال سلطنت مارکیز شیاوزی از جین، دوک وو از کوو مارکیز شیاوزی از جین را کشت. هوان پادشاه ژو، گوا ژونگ (虢 仲) را به حمله به دوک وو کوو فرستاد تا او دوباره به کوو برود. در همین حال، پادشاه ژوان ژو عموی مارکیز شیائوزی از جین را بر تخت سلطنت جین نهاد و او به مارکیز مین جین تبدیل شد.
طبقزو جوهان، دوک وو از کوو در زمستان سال هفتم سلطنت دوک هوآن از چی که بود، مارکیز شیائوزی از جین را کشت. یک سال بعد، پادشاه ژوان ژو، گوا ژونگ (虢 仲) را فرستاد تا مارکیز شیائوزی از جین را به سلطنت بنشاند و او به مارکیز مین از جین تبدیل شود. کوو در این رویداد نتوانست دولت جین را ضمیمه کند.
در سال ۶۷۸ قبل از میلاد، در۲۸امین سال سلطنت مارکیز مین از جین، دوک وو از کوو به چین حمله و آن را فتح کرد. دوک وو از کوو به پادشاه شی از ژو هدایایی اهدا کرد. در هفتمین سال سلطنت دوک ژوانگ لو که۶۷۷ سال قبل از میلاد است، پادشاه شی از ژو، چنگ را به عنوان حاکم جین منصوب کرد و به او لقب دوک داد.

## سلطنت دووک جین
دیری نپایید که دوک وو جین لقب گرفت به ایالت ژووانگ(周王國) حمله کرد و گوئیژو (詭 諸)، یکی از مقامات دربار آنها را کشت. ژو گونگجیفو (周公 忌 父) رسمی که قدرت را در ایالت ژووانگ دردست داشت، به ایالت گوفرار کرد. (虢國).
دوک وو جین دو سال پس از دریافت لقب دوک جین درگذشت.
امپراطورهای سلسله سوئی از اشراف نظامی شمال غربی بودند و تأیید کردند که نژاد میهن آنها هان نژادی است و ادعای‌تبار از یانگ ژن رسمی هان را دارند. و کتاب جدید تنگ از طریق جی بوکیائو伯僑 کسی که، که فرزند دوک وو جین بود، نسب پدرسالارانه وی را به پادشاهان سلسله ژو دنبال می‌کرد. خانواده جی بوکیائو به «خانواده زبان گوسفندان» شناخته شدند.
یانگ هنگونگ 楊氏 توسط امپراطورهای سوئی به عنوان اجداد ادعا می‌شد مانند لونگشی لیز به عنوان اجداد امپراطورهای تانگ عنوان می‌شد. لی ژائوجون و لو فانیانگ از شاندونگ تبار بودند و مربوط به قبیله لیو بودند که همچنین به یانگ هونونونگ و سایر طوایف گوانلونگ مرتبط بود. دوک وو جین به عنوان نیاکان هنگونگ یان مدعی شد.
یانگ هونونونگ، جیا هدونگ، شیانگ هنی و وانگ تایوان از سلسله تانگ به عنوان پیشینیان از سوی نسب خاندان سونگ مدعی شدند.
برای فرزندان خانواده‌های سلطنتی سلسله ژو، سلسله سوئی و سلسله تانگ در بعدها جین (پنج سلسله) قلمرودوک وجود داشت.